# فيليب سينديروس
فيليب سيلفان سينديروس هو لاعب كرة قدم سويسري من مواليد 14 فبراير 1985 في جنيف في سويسرا لأب إسباني وأم صربية.
بدأ مسيرته الكروية مع نادي سيرفيتي في عام 2001، ولعب معهم حتى عام 2003، وشارك معهم في 26 مباراة وسجل 3 أهداف، ومنذ عام 2003 وهو يلعب مع نادي آرسنال الإنجليزي، وفي عام 2008 أعير إلى نادي إيه سي ميلان الإيطالي.
و قد بدأ باللعب مع منتخب سويسرا لكرة القدم في عام 2004.

## حياته الخاصة

### إسلامه
في 2012 أعلن اللاعب إسلامه واتباعه للمذهب الشيعي وذلك في مدينة مانشيستر في إنجلترا.
في عام 2012، كان سندروس ضحية لأخبار كاذبة صدرت من تركيا وإيران تزعم أنه تحول من الكاثوليكية إلى الإسلام؛ فرد قائلاً: "هذا ليس صحيحًا. ولا أعرف من أين جاءت هذه الشائعات. لقد التقطت صورة ذات مرة [تلك التي تستخدمها المواقع الإلكترونية] ولكن هذا كل شيء".